# Madge Bellamy
Madge Bellamy właś. Margaret Derden Philpott (ur. 30 czerwca 1899 w Hillsboro, zm. 24 stycznia 1990 w Upland) – amerykańska aktorka filmowa.

## Filmografia
- 1924: Żelazny koń